# Joaquín Moya
Pour les articles homonymes, voir Moya.
 (octobre 2014).
Si vous disposez d'ouvrages ou d'articles de référence ou si vous connaissez des sites web de qualité traitant du thème abordé ici, merci de compléter l'article en donnant les références utiles à sa vérifiabilité et en les liant à la section « Notes et références ».
Joaquín Moya Gil, né le 12 novembre 1932 à Amposta (province de Tarragone, Espagne), est un footballeur et entraîneur espagnol de football qui jouait au poste de milieu de terrain droit. Il a notamment joué au FC Barcelone.

## Biographie
Joaquín Moya débute avec le club de sa ville natale, l'Amposta Atlètic, lors de la saison 1949-1950. Il reste dans ce club jusqu'en 1955.
En 1956, il est recruté par le FC Barcelone. Il est d'abord prêté jusqu'en 1957 au CD Condal qui joue en première division.
En 1960, il est recruté par le Gimnàstic de Tarragone (1960-61), puis par le CE Sabadell (1961-63), le CD Tortosa (1963-65) et le CD Vilanova (1965-66).
Après avoir mis un terme à sa carrière de joueur, il devient entraîneur d'équipes de la province de Tarragone : CD Alcanar, UE Rapitenca, CF Amposta, CF Ulldecona, CD Gandesa, CF La Sénia, CF Jesús i Maria, CD Tortosa, CF Aldeana, CF Santa Bàrbara et CF Torreforta.
Il reçoit la Medalla al Mèrit Esportiu de la part de la Federació Catalana de Futbol et l'Insígnia d'Argent de la part du Comité Tècnic d'Entrenadors.
Lors de la saison 1989-1990, il est nommé désigné meilleur entraîneur provincial.